# Panoptikon

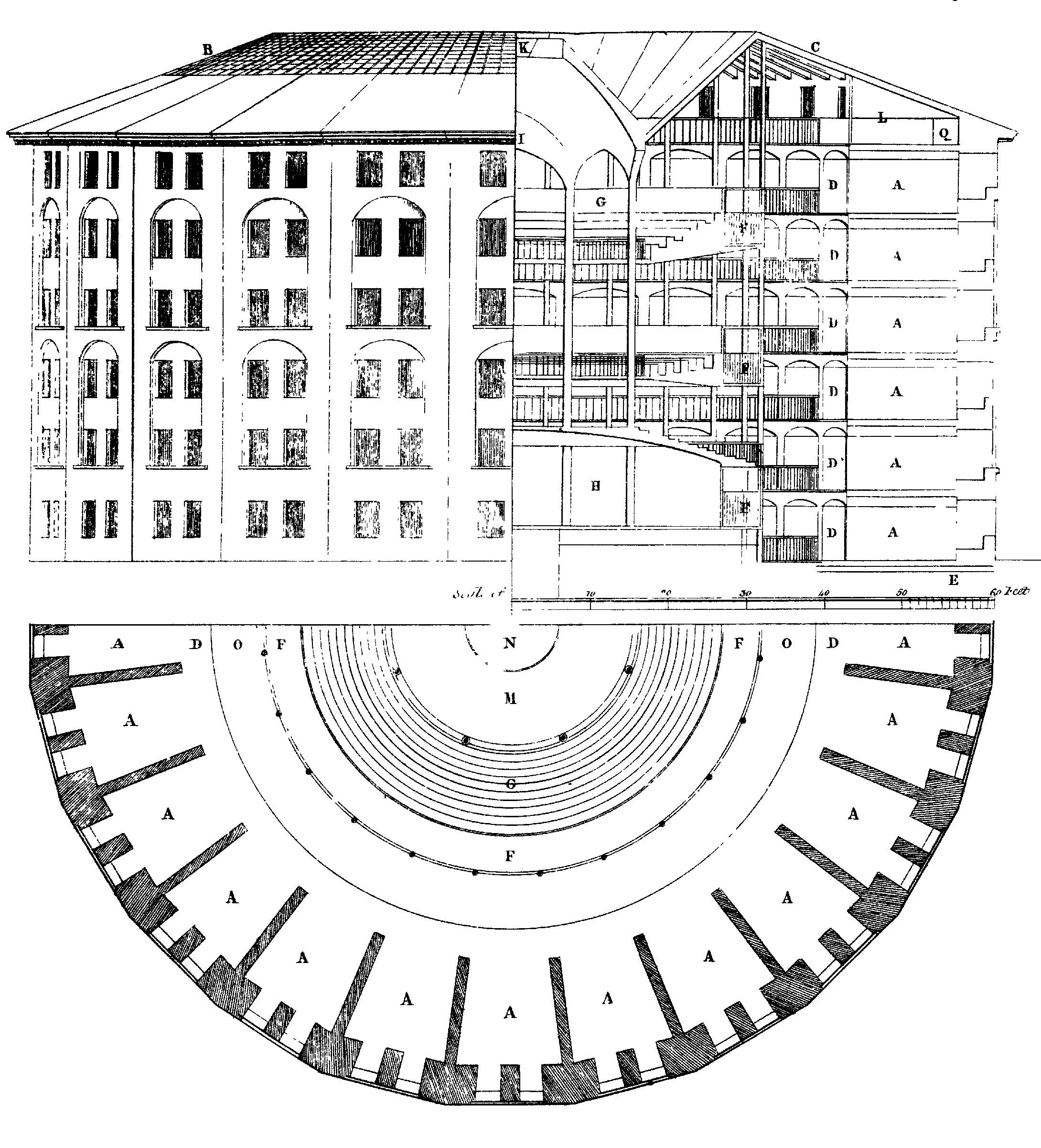
Benthamův návrh Panopticonu

Panoptikon (z řec. pan – vše, optikos – viděný) je architektonický koncept budovy, který by umožnil stálý dohled nad jejími obyvateli. Vytvořil jej anglický utilitaristický filosof a reformátor Jeremy Bentham.

## Popis a účel
Bentham jej koncipoval především pro věznice, ale i pro jiné budovy, kde chtěl zavést systém přísné kontroly a represe, jako jsou nemocnice, školy nebo továrny. Samostatně stojící věž ve středu stavby umožňuje pozorovat z jednoho místa kteroukoliv z kruhově rozložených místností/cel tvořících uzavřený obvodový okruh. Ačkoliv není pro jednoho pozorovatele fyzicky možné celý prostor naráz sledovat, osoby umístěné v místnostech/celách nedokáží rozlišit, zda jsou či nejsou právě pozorovány, a má se u nich tedy vyvíjet návyk chovat se vždy tak, jako by byly pozorovány permanentně. Právě v případě věznice se tak dle autorovy představy docílí nejlepší možné nápravy trestanců.

## Realizace
Ačkoliv Jeremy Bentham vynakládal značné úsilí o hmotnou realizaci své myšlenky, nebyl za jeho života žádný panoptikon zbudován. Až po jeho smrti se začali někteří stavitelé věznic panoptikonem inspirovat, a to především z důvodu personální úspory dozorců. Vliv tohoto konceptu na budovy různých nápravných zařízení můžeme nalézt po celém světě, v České republice je to například Borská věznice v Plzni.
Za nejvěrnější realizaci panoptikonu je pokládána věznice Presidio Modelo na kubánském ostrově Isla de la Juventud z let 1926–1928. Věznice vybudovaná za diktatury prezidenta Gerarda Machada byla uzavřena roku 1967. V letech 1953–1955 zde byli vězněni bratři Fidel a Raúl Castrové.

## Divadelní panoptikon
Divadelní panoptikon je v pořadí čtvrtý typ divadelní scény, po kukátku, ulici a aréně.[zdroj?] Kruhové jeviště zde obklopuje diváky, sedící uprostřed prostoru na otočných sedadlech. Jejich pozornost tak může být upřena do jakéhokoli místa jeviště či hlediště, nezávisle na ostatních. Současně pozorují pouze jeden bod scény a oproti klasickému divadelnímu kukátku nemohou vidět celou scénu. První divadelní panoptikon autora Václava Šindelářestojí pod názvem Panoptikon Barikáda na náměstí Barikád na pražském Žižkově.

## Použití v literatuře
Konzervativní historička Shirley Robin Letwin v roce 1965 spojila nápad Fabiánské společnosti ke změně sociálního inženýrství s ranými utilitaristickými filozofy. Psala o tom, že Benthamův vynález – vězení ve stylu panoptikonu – svou hrůzostrašnou efektivitou vymazal jakýkoliv náznak lidskosti. Benthama obvinila ze zapomenutí rizik neomezené moci a argumentovala, že „svou snahou o reformu dopomohl tomu, čeho se sám obával.”
Současní libertariánští myslitelé jsou názoru, že Benthamova filozofie vydláždila cestu pro totalitární režimy. Americká historička Gertrude Himmelfarb v roce 1965 publikovala knihu The Haunted House of Jeremy Bentham (Strašidelný dům Jeremyho Benthama). Byla jedním z nejvlivnějších hlasů, které Benthamův sledovací mechanismus popisovaly jako nástroj k utlačování a kontrolování společnosti. V roce 1986 David John Manning publikoval knihu The Mind of Jeremy Bentham (Mysl Jeremyho Benthama), ve které argumentoval, že Bentham se kvůli svému strachu ze společenské nestability rozhodl prosazovat nemilosrdné sociální inženýrství a společnost, ve které neexistuje soukromí nebo tolerování deviantů.
V polovině 70. let se koncept panoptikonu dostal mezi širší veřejnost díky francouzskému psychoanalytikovi Jacques-Alain Millerovi a francouzskému filozofovi Michelu Foucaultovi. Ve své knize Surveiller et punir (Dohlížet a trestat) Foucault panoptikon použil jako metaforu pro moderní disciplinární společnost. Společnost se podle něj tímto směrem ubírá již od 18. století. Disciplínu definuje jako metody sloužící k zajištění lidské konformity s hlavním cílem dosáhnout poslušnosti a užitečnosti. Foucault se s architekturou panoptikonu poprvé setkal, když zkoumal historii klinické medicíny a nemocniční architekturu v druhé polovině 18. století. Tvrdil, že disciplína nahradila předmoderní společnost králů a že panoptikon by neměl být vnímán jako budova, ale jako mechanismus moci a diagram politické technologie.
Podle Foucaulta disciplína nadobyla technologického charakteru na konci 18. století, kdy se právo sledovat a shromažďovat informace přesunulo z prostředí vězení do nemocnic, škol a později také do továren. Ve své historické analýze vysvětluje, že s vymizením veřejných poprav se v logicky smýšlející společnosti postupně upustilo od bolesti jako formy trestu. Nápravná technologie moderního vězení ze 70. let 20. století pramení ze změny v právní moci státu. Zatímco veřejné mínění na tělesné tresty sláblo, stát získával právo k aplikování jemnějších forem trestu, jako je například pozorování. Francouzský sociolog Henri Lefebvre, který studoval urbanizované oblasti a Foucaultovu interpretaci panoptikonu ve vězení, přišel k závěru, že prostorovost je sociální fenomén. Tvrdil, že architektura není nic jiného než vztah mezi panoptikonem, lidmi a objekty. Podle akademiků z urbanistiky, mezi které patří i Marc Schuilenburg, se u lidí, kteří žijí ve městech, objevuje jiná forma sebeuvědomění.
V roce 1984 si Michael Radford získal mezinárodní pozornost panoptikonem zasazeném ve filmu 1984. George Orwell se ve své přelomové knize o Velkém bratrovi vyjadřuje o tzv. telestěnách následovně: „Samozřejmě jste neměli, jak vědět, jestli vás právě někdo nesleduje… Museli jste žít s myšlenkou, že každý zvuk byl odposloucháván, a každý pohyb, vyjma těch pod rouškem tmy, byl pečlivě monitorován.” V Radfordovém filmu telestěny fungovaly obousměrně a lidé ve světě s čím dál tím větším počtem obrazovek byli sledováni víc, než by považovali za možné. V své knize z roku 1994, The Electronic Eye: The Rise of Surveillance Society (Elektornické oko: Vzestup dozorové společnosti), došel sociolog David Lyon k závěru, že „žádná metafora nebo model nedokáže shrnout hlavní podstatu současného sledovacího systému, avšak mnohá důležitá vodítka lze najít v knize 1984 a v Benthamovém panoptikonu”.
Do vycházejícího oboru dohledových studii přispěl také francouzský filozof Gilles Deleuze se svou esejí z roku 1990 s názvem Postscript on the Societies of Control (Postskriptum ke kontrolním společnostem). Podle něj je disciplinární společnost postupně nahrazována společností kontrolní. V souvislosti s panoptikonem zmínil, že „ohrada je pouhá forma… ale při větší kontrole dochází k modulaci chování”. Deleuze si všiml, že díky technologii byly fyzické ohrady, jako je škola, továrna, vězení, nebo kancelář, nahrazeny samoregulačním systémem, který dozor zvětšuje za účelem řízení produkce a konzumace. V kontrolní společnosti informace kolují podobně jako produkty v moderní ekonomice. Důležité objekty sledování tak vytváří výhledové profily a simulované představy o budoucích požadavkách, potřebách a rizikách.
Thomas Mathiesen v roce 1997 Foucaultovou metaforu panoptikonu rozvinul při analýze efektů masmédii na společnost. Tvrdil, že masmédia, kupříkladu televizní vysílání, dala obrovskému množství lidí možnost sledovat životy jedinců, jako jsou reportéři nebo celebrity, z pohodlí svého domova. Masmédia tak disciplinární společnost přetvořila na společnost diváckou. V satirickém sci-fi filmu Truman Show z roku 1998 se protagonistovi nakonec podaří utéct z uzavřené kopule OmniCam – televizní reality show, která bez jeho vědomí nepřetržitě vysílá Trumanův život do televizí po celém světě. V roce 2002 Peter Weibel podotkl, že zábavní průmysl panoptikon nevnímá jako hrozbu nebo trest, ale jako „zábavu, osvobození a požitek. Odkazoval při tom na televizní pořady Velký bratr od studia Endemol Entertainment, ve kterých se skupina lidí nastěhovala do apartmánu a souhlasila s tím, že budou nepřetržitě sledováni.  Podle Webera v tomto případě panoptikon divákům poskytuje „požitek z moci, sadizmu, voyeurství, exhibicionizmu, skopofílie, a narcizmu”. V roce 2006 byla obyvatelům londýnského Shoreditchu zpřístupněna stanice Shoreditch TV, na které mohli sledovat živé kamerové záběry ze svých ulic. Tato služba obyvatelům nabízela možnost „vidět, co se děje, podívat se na aktuální dopravní situaci a dávat pozor na možnou zločinnou aktivitu”.
V roce 2000 Branden Hookway, profesor Cornellovy univerzity a informační teoretik, představil koncept „panspektronu”: evoluce panoptikonu, která nedefinuje objekt sledování, protože jsou monitorováni všichni a všechno. Objekt je definován pouze v souvislosti se specifickým problémem.
Akademik Pařížské školy Didier Bigo přišel s novým pojmem „banoptikon”, kterým popisuje situaci, ve které jsou technologie sloužící k profilování použity k určení osob, které by měly být sledovány.
Derrick Jensen a George Draffan ve své knize Welcome to the Machine: Science, Surveillance, and the Culture of Control (Vítejte v mašinérii: Věda, sledování a kultura dohlížení) Benthama označili za „jednoho z největších průkopníků moderního sledování”. Design panoptikonu ve věznicích podle nich slouží jako model pro moderní věznice s maximální ostrahou, jako je například Pelican Bay State Prison v Kalifornii. V roce 2015 Simone Brown v knize Dark Matters: On the Surveillance of Blackness (Temné záležitosti: O sledování černochů) poznamenala, že Bentham během psaní návrhu panoptikonu cestoval lodí, která přepravovala otroky. Tvrdí, že teorii panoptikonu je poznamenaná strukturou amerického otroctví. Dále navrhuje, aby byl plán otrokářské lodě Brookes z roku 1789 považován za původní a paradigmatický návrh. Browne za pomoci konceptu banoptikonu od Didiera Biga argumentuje, že společnost je ovládaná excepcionalismem moci. Stav pohotovosti se v ní stává trvalým, a jisté skupiny lidí jsou vylučovány na základě jejich možného budoucího chování stanoveným pomocí profilování.
Panoptikon v podobě věznice je obsažen též v románu Kronika ohlášené smrti Gabriela Garcíi Márqueze. Princip je vysvětlen také v knize Poutník od Johna Twelve Hawkse.

## Sociální sítě
Koncept panoptikonu byl zmiňován při raných diskuzích o vlivu sociálních sítí. V roce 1987 přišel Roger Clark s pojmem „dataveillance” (sledování dat), zatímco David Lyon sociální sítě popsal jako elektronický panoptikon. Rané studie vnímají sociální sítě jako obrácený panoptikon, jelikož objekt sledování se nachází ve středu a je obklopen těmi, kteří sledují.
Moderní akademická literatura využívá ke kritickému hodnocení efektů sociálních sítí pojmy jako laterální sledování, sociální vyhledávaní, nebo sociální sledování. Christian Fuchs je však vnímá jako klasický panoptikon. Tvrdí, že lidé by se neměli zaměřovat na vzájemný vztah mezi uživateli, ale na vztah mezi uživateli a samotným médiem. Formu panoptikonu totiž vidí v současné dynamice vztahu masy uživatelů a webu 2.0, kupříkladu Facebooku. Fuchs upozorňuje na to, že platformy si vyžadují identifikaci, klasifikaci a posuzování uživatelů. Tím pádem by podle něj měla být definice soukromí pozměněna, aby obsahovala silnější ochranu spotřebitelů a občanů před korporátním sledováním.